# Јужни океан
Јужни океан, још познат и као Јужни поларни океан и Антарктички океан или Аустралијски океан, састоји се од најјужнијих вода Светског океана. Генерално се узима да је јужно од 60° S латитуде. Овај океан окружује Антарктик. Као такав, он се сматра четвртим по величини међу пет главних океана: мањи је од Пацифика, Атлантика, и Индијског океана, а већи је од Арктичког океана. Ова океанска зона је где се хладне које теку ка северу из Антарктика мешају са топлијим субантарктичким водама.
Међународна хидрографска организација (енгл. IHO) је дефинисала овај океан 2000. године. Иако је службено признат као океан тек недавно, међу морнарима се сматрао океаном већ деценијама. Од 68 држава које су чланице МХО, њих 28 се одазвало гласању о новом океану. Њих 27 се изјаснило за нови океан, док је једино Аргентина одбила да прихвати нови океан. Само име Јужни океан је одабрано од стране осамнаест држава уз алтернативно име Антарктички океан. Половина гласова је била да се граница Јужног океана одреди на 60. степену јужне Земљине полулопте, а друга половина се изјаснила да жели границу на 35. степену јужне полулопте. Остали извори наводе Атлантски, Тихи и Индијски океан као океане који омеђују Антарктик.
Путем својих путовања током 1770-их, капетан Џејмс Кук је доказао да водене површине обухватају јужне географске ширине глобуса. Од тог времена географи су безуспешно покушавали да усагласе северну границу Јужног Океана, или чак и његово постојање, јер су разматрали његове воде као различите делове Пацифика, Атлантика и Индијског океана. Међутим, према Комодору Џону Личу из Међународне хидрографске организације (IHO), недавна океанографска истраживања су открила важност јужне циркулације, те се термин Јужни океан користи за дефинисање тела воде која лежи јужно од северне границе те циркулације. Ово је и даље садашња званична IHO политика, мада још није усвојена ревизија њихове дефиниције из 2000. године, којом је обухваћена дефиниција Јужног океана као вода јужно од 60. паралеле. Други сматрају да је сезонска флуктуација антарктичке конвергенције природна граница.

## Дефиниције и употребе
Границе и називи за океане и мора су били међународно договорени када је Међународни хидрографски биро (IHB), прекурзор IHO организације, сазвао Прву међународну конференцију 24. јула 1919. IHO је затим објавио своју публикацију Ограничења океана и мора, чије се прво издање појавило 1928. Од првог издања, границе Јужног океана прогресивно су се кретале ка југу; од 1953. године граница је изостављена из званичне публикације и препуштена локалним хидрографским канцеларијама да одреде сопствене лимите. IHO је укључио океан и његову дефиницију као воде јужно од 60°Ј у својој ревизији из 2000. године, али ово није било формално усвојено, због континуираног неслагања у погледу других подручја текста, као што је спор око имена Јапанског мора. IHO дефиниција из 2000. године, је међутим, била циркулисана у нацрту издања 2002. године и користи се унутар IHO и од стране неких других организација као што су америчка Централна обавештајна агенција и Меријам-Вебстер речник. Аустралијске власти сматрају да Јужни океан лежи непосредно јужно од Аустралије. Национално географско друштво не препознаје овај океан, приказујући га (ако уопште) у фонту другачијем од осталих светских океана; уместо тога, приказује Пацифик, Атлантик и Индијски океан који се протежу до Антарктика на својим штампаним и онлајн картама. Међу издавачима мапа који користе термин Јужни океан на својим мапама су Хема Мапе и ГеоНова.
|  |  |

### Дефиниције пре 20. века
„Јужни океан” је застарело име за Тихи океан или Јужни Пацифик, које је сковао Васко Нуњез де Балбоа, први Европљанин који га је открио, и који му је приступио са севера. „Јужна мора” је мање архаични синоним. Британски парламентарни закон из 1745. године је успоставио награду за откривање а северозападног пролаза до „Западног и Јужног океана Америке”.
Аутори који су користили термин „Јужни океан” за означавање вода које окружују непознате јужне поларне регионе користили су различите границе.Џејмс Куков извештај о његовом другом путовању сугерише да је Нова Каледонија на његовој граници. Пикоков Географски речник из 1795. године помиње да овај океан лежи „јужно од Америке и Африке”; Џон Пејн је 1796. године користио 40 степени као северну границу; Edinburgh Gazetteer је 1827. године користио 50 степени. Family Magazine је 1835. године поделио „Велики јужни океан” у „Јужни океан” и „Антарктички океан” око јужног поларника, са северном границом Јужног океана дуж линија које повезују Рт Хорн, Рт добре наде, Земљу ван Димена и југ Новог Зеланда.
Закон о Јужној Аустралији из 1834 Уједињеног Краљевства описује воде које формирају јужни лимит нове колоније Јужне Аустралије као „Јужни океан”. Закон о законодавном већу из 1881. године колоније Викторија разграничио је део поделе Бернсдејла као „дуж границе Новог Јужног Велса до Јужног океана”.

### Делинеација из 1928. године
У првом издању Ограничења океана и мора из 1928. године, Јужни океан је имао копнене границе: Антарктик на југу, и Јужна Америка, Африка, Аустралија, и острво Бротон, Новог Зеланда на северу.
Детаљне копнене границе су биле од рта Хорн у Јужној Америци и идући источно до Иглени рта у Африци, затим даље на исток до јужне обале Аустралије до рта Лиувина, Западна Аустралија. Од рта Лиувина, граница је затим следила обалу Аустралије до рта Отвеја, Викторија, затим јужно преко Басовог теснаца до рта Викама, Кинг острва, дуж западне обале Кинг острва, затим преостали део пута на југу преко Басовог теснаца до рта Грим, Тасманија. Граница је следила западну обалу Тасманије у правцу југа до Југоисточног рта и затим је ишла источно до Бротон острва, Нови Зеланд, пре повратка до рта Хорн.

## Географска обележја
Јужни океан, је океанографски речено, дефинисан као океан који припада Антарктичкој струји, која кружи око Антарктика. Мора која Јужни океан укључује су Амундзеново, Белингасуеново, Росево, Веделово и део Дрејковог пролаза. Укупна површина коју овај океан заузима је 20.327.000 km².

## Карактеристична обележја
Јужни океан је лоциран у јужној Земљиној полулопти. Највећа дубина му је на неким местима између 4.000 и 5.000 метара (иако има и већих дубина), али преовладавајуће су много плиће воде. Просечна дубина је 133 метара, што је у односу на друге океане, поприлично плитко.
Количина вода је пропорционална Сунчевим утицајима. У марту количина воде је најмања, само 2,6 милиона km² (јер је температура врло мала), док је у септембру температура највећа, па се лед топи, што за логичну последицу има повећање количине воде (и до 7,2 милиона km²).
Највећа дубина је 7.235 метара на јужном делу Јужносендвичке бразде, на координатама 60°00'Ј, 024°З.

## Клима
Морске температуре варирају између -2 и +10 °C. Циклонске олује путују на исток и честе су због наглих промена и разлика између температура леда и отвореног океана. Ветрови који дувају око 40. јужнога степена су најјачи измерени на читавој Земљи. Зими, између 55. и 65. јужнога степена, вода се смрзава и смањује површину текуће воде. Притом је температура воде око 0 степени.

## Природна богатства
- огромне залихе нафте и природног гас;
- налазишта мангана;
- питка вода у сантама леда;
- лигње, китови, морски сисари, многе врсте риба.

## Природне опасности
Ледени брегови и санте леда се могу наћи у овом океану у било којем делу године. Неки ледени брегови досежу и висину од неколико стотина метара, док су и оне од једног метра опасне за пловидбу бродова. Додатне тешкоће поморцима дају ветрови и огромни таласи током читаве године, а поготово у раздобљу од маја до октобра. Али, људска врста је решила овај проблем употребом ледоломаца, бродова специјализованих за пловидбу залеђеним морима.

## Тренутно стање околине
Појава велике озонске рупе изнад Антарктика је узроковала повећано ултраљубичасто зрачење. То за последицу има одламање огромних ледених пространстава од копна и отапање ледених брегова, подизање нивоа воде у светским океанима. Незаконити, непријављен риболов значајно осиромашује живи свет у Јужном океану и узрокује нестанак бројних ендемских облика живота. Пролазак великога броја бродова повећава и могућност еколошке катастрофе (нпр. излив нафте), једног од водећих узрока угрожености облика живота.

## Међународни договори
Јужни океан је предмет међународних расправа о проблему светских океана. Наведени су сви међународни договори што се тиче Јужног океана:
- Међународна организација заштите китова забрањује лов на китове јужније од 40. јужнога степена. Јапан не поштује овај договор и повремено, након што њихови научници дају зелено свјетло, иду у лов на китове у забрањеном подручју.
- Ограничен је лов на фоке.
- Строго је регулисан риболов у овоме подручју.
- Бројне државе забрањују искориштавање минералних богатстава у овом океану.

## Економија
Риболов у сезони 1998/1999. између 1. јула и 30. јуна је за резултат имало излов приближно 120.000 тона морских животиња. То је за последицу имало смањење живог света у Јужном океану. Од тада се стално доносе нови закони који ограничавају излов.
Сталан је пораст туризма. Исте сезоне (1998/99) Јужни океан је посетило 11.000 туриста, за разлику од 9.500 туриста у сезони 1997/98.

## Луке
За разлику од Пацифика, у Јужном океану број лука је ограничен условима леда. Постоји мали број лука, у које је улаз омогућен само током летњих месеци, и то уз обавезну помоћ ледоломаца. Већина лука не одобрава, штавише и не дозвољава, упловљавање приватних бродова, осим у хитним случајевима.